# Aphantopus sajanus
Aphantopus sajanus är en fjärilsart som beskrevs av Bang-haas 1906. Aphantopus sajanus ingår i släktet Aphantopus och familjen praktfjärilar. Inga underarter finns listade i Catalogue of Life.